# Mile Budak

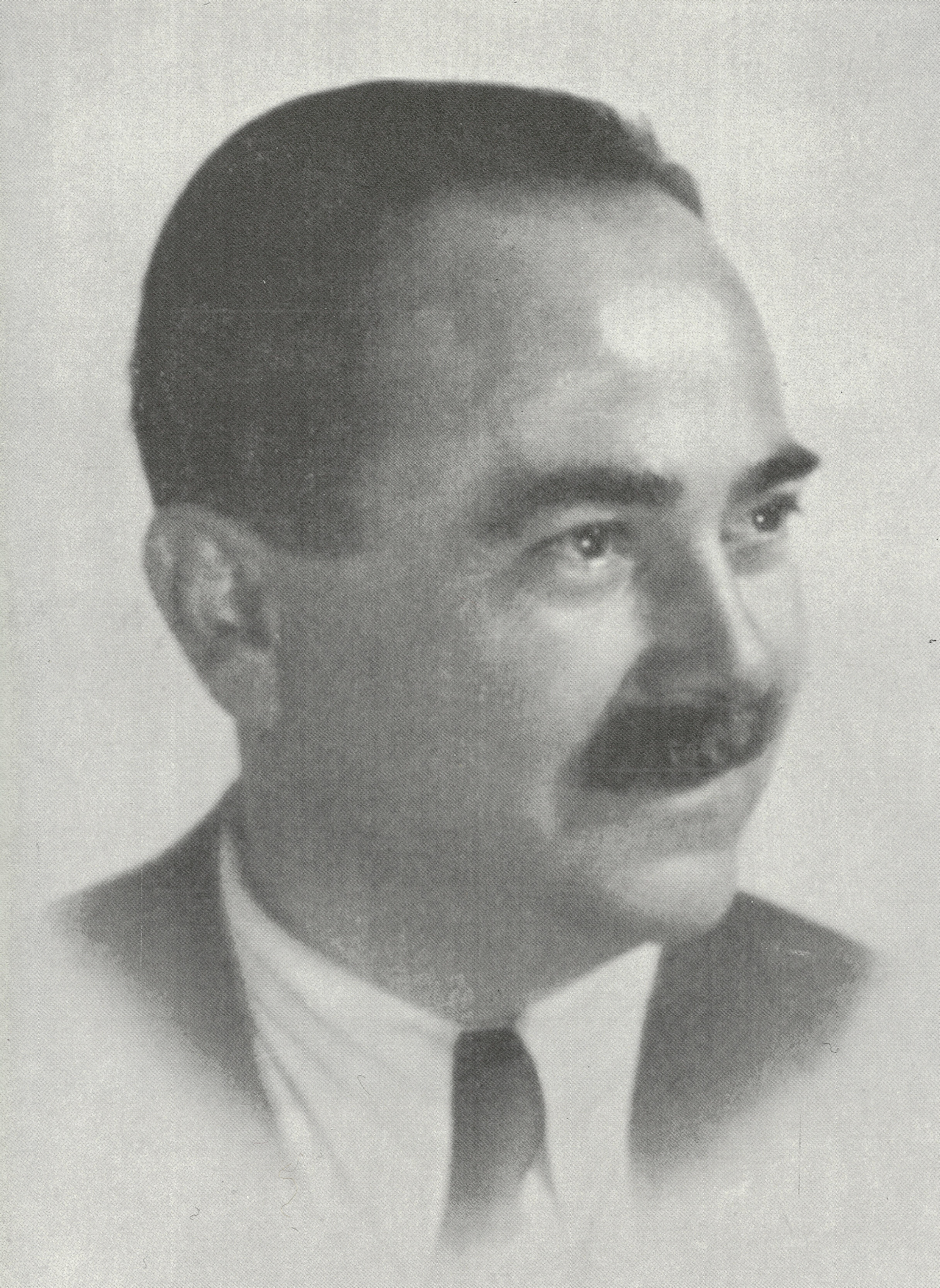
Mile Budak

Mile Budak (* 30. August 1889 in Sveti Rok; † 7. Juni 1945 in Zagreb) war ein jugoslawischer Schriftsteller, Publizist und Politiker. Als Ideologe der faschistischen Ustascha-Bewegung sowie Funktionär des Unabhängigen Staates Kroatien gilt er vielen als Spiritus rector der Verfolgung von Serben und Juden. Daneben gehörte Budak in den 1930er-Jahren als namhafter und prominenter Autor, zu den erfolgreichsten kroatischen Schriftstellern. Sein Hauptwerk ist der Bauernroman „Herdfeuer“.

## Leben

### Kindheit und Jugend
Mile Budak wurde als jüngstes von neun Kindern einer bäuerlichen Familie in der kleinen Ortschaft Sveti Rok in der heute zu Kroatien gehörenden Lika geboren. Sein Vater starb eine Woche vor seiner Geburt durch eine Krankheit, die er sich bei der Waldarbeit zugezogen hatte. Um seine Erziehung kümmerten sich daher vor allem seine Mutter und seine Schwester Kata.
Er besuchte die Volksschule seines Geburtsortes, bis ihn sein ältester Bruder, der als Finanzbeamter in Bosnien tätig war, zur weiteren Ausbildung zu sich nahm und er dadurch im Jahr 1902 nach Sarajevo ans Gymnasium kam. Auf dem Gymnasium schrieb er sein erstes Gedicht und wurde Vorsitzender der geheimen kroatisch-nationalen Schülerorganisation Mlada Hrvatska (Junges Kroatien). Seinen Unterhalt bestritt er durch die Fürsorge zweier Brüder, ein Stipendium des kroatischen Kulturvereins Napredak (Fortschritt) und eigenes Stundengeben.
Im Herbst 1910 schrieb er sich an der Philosophischen Fakultät Zagreb ein und studierte zunächst Geographie und Geschichte. Neben dem Studium arbeitete er als Angestellter des Statistischen Amtes Zagreb. Später wechselte er zu den Rechtswissenschaften. Durch Tätigkeit als Sekretär in einer Anwaltskanzlei, konnte er zu seinem Unterhalt beitragen. Durch seine Tätigkeit in der – an der Universität nun legalen – Organisation Mlada Hrvatska lernte er Ante Pavelić kennen, mit dem er im Jahr 1912 wegen separatistischer Agitation verhaftet wurde.
Bei Ausbruch des Ersten Weltkriegs wurde Budak, der seinen Heeresdienst gerade beendet und geheiratet hatte, von der österreichisch-ungarischen Armee eingezogen und als Offizier der kroatischen Landwehr an die serbische Front versetzt. Er wurde leicht verletzt, erkrankte und geriet 1915 im Feldlazarett von Valjevo in serbische Gefangenschaft. In der Kriegsgefangenschaft überstand er Flecktyphus und den zweimonatigen Fußmarsch mit der zurückweichenden serbischen Armee durch Mazedonien und Albanien. Er wurde schließlich im italienischen Muro Lucano interniert, und kehrte erst im Jahr 1919 nach Kroatien zurück, dass inzwischen Bestandteil des Königreichs der Serben, Kroaten und Slowenen geworden war.
Nach seiner Rückkehr promovierte er 1920 an der juristischen Fakultät in Zagreb zum Doktor der Rechtswissenschaften (Dr. jur.) und war ab 1923 als Anwalt in eigener Kanzlei tätig.

### Politische Tätigkeit
Budak war politisch in der kroatisch-nationalistischen Hrvatska stranka prava (Kroatische Partei des Rechts) aktiv, die sich vor allem für einen unabhängigen kroatischen Staat aussprach. Diesen Standpunkt vertrat Budak als Autor und Herausgeber verschiedener Zeitschriften sowie bis 1928 auch als Stadtverordneter von Zagreb.
Im Jahr 1929 errichtete der serbische König eine Königsdiktatur, das Land wurde in Königreich Jugoslawien umbenannt. Die kroatisch-nationalistische Hrvatska stranka prava wurde verboten, die Pressefreiheit aufgehoben, die Gewerkschaften aufgelöst. Die kroatischen Symbole (Fahne, Wappen, Hymne) wurden verboten. Daraufhin emigrierte Ante Pavelić ins Ausland und gründete die national-terroristische Ustascha-Bewegung, die mit Waffengewalt für einen großkroatischen Staat kämpfte. Budaks politische Aktivitäten brachten ihm in dieser Zeit sieben Monate Haft ohne Untersuchung ein.

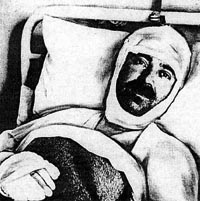
Im Krankenhaus nach dem auf ihn verübten Anschlag (1932)

Am 7. Juni 1932 verübte die jugoslawisch-königstreue Vereinigung Mlada Jugoslavija (Junges Jugoslawien) mit Unterstützung der jugoslawischen Polizei ein Attentat auf Budak. Er wurde mittags in einem Hauseingang der belebten Ilica-Straße von Zagreb durch drei Personen angegriffen. Budak erlitt dabei durch einen Kopfschuss und Schläge mit Eisenstöcken Verletzungen an Kopf und Körper. Die gewählte Anschlagsmethode war die gleiche wie bei dem tödlichen Attentat auf Milan Šufflay ein Jahr zuvor.
Der ehemalige Außenminister des SHS-Staates Ante Trumbić schrieb in einem zeitgenössischen Memorandum zu diesem Attentat:

„Etwa 200 angesehene Personen verfaßten einen Protestaufruf an die Öffentlichkeit und die Machthaber, wobei sie nichts anderes forderten, als den Schutz des menschlichen Rechtes auf Leben und Freiheit. An der Spitze der Unterzeichneten – Schriftsteller, Künstler, Professoren, Priester – befanden sich auch zwei Metropoliten der katholischen Kirche, der Erzbischof von Zagreb Dr. Ante Bauer und der Erzbischof von Sarajewo, Dr. Ivan Šarić. In diesem Protestaufruf wurden auch Auszüge aus Anfragen zitiert, die einige Mitglieder des heutigen Parlaments in Belgrad an den Polizeiminister gerichtet hatten und den Anschlag auf Budak zum Gegenstand ihres Protestes nahmen. Es wurde auch hervorgehoben, daß im vergangenen Jahr straflos auf offener Straße Universitätsprofessor Šuflaj ermordet worden ist und der genannte Anschlag auf Budak eigentlich eine Reihe von politischen Morden einleitete, deren Erfolg bei Fortsetzung solcher Praktiken sicherer und die Opfer zahlreicher und schwerer sein könnten. […] An die Adresse des Ministers wird auch noch folgendes gerichtet: ›Während auf diese Weise der Tod durch das Land geht und Sie, Herr Minister, für die persönliche Sicherheit nichts unternehmen, vermutet die aufgeregte Volksseele hinter all diesen Angriffen, Ermordungen und den Toten die versteckte Hand Ihrer öffentlichen Ordnung.‹“

Nach seiner Genesung ging Budak mit seiner Frau Ivka (geborene Toma) ins Exil nach Italien, wo er der Ustascha-Bewegung beitrat. Er hielt sich dabei in Deutschland (Berlin) und Italien (bei Neapel) auf. Während seines Aufenthaltes in Deutschland unterhielt Budak Kontakte zum deutschen militärischen Nachrichtendienst und dem Außenpolitischen Amt der NSDAP.
Budak setzte sich in dieser Zeit aktiv für die Unabhängigkeit Kroatiens ein, missbilligte aber die terroristische Aktivität der Ustascha-Bewegung unter Ante Pavelić und war auch in den größten Coup der Ustascha-Bewegung – das Attentat auf Alexander I. im Jahr 1934 – nicht eingeweiht. 1934 wurde er der stellvertretender Führer der Ustascha, eine Position, welche er bis in den Krieg besetzte.
Am 23. Juni 1938 ersuchte Budak die Botschaft des Königreichs Jugoslawien schriftlich um Rückkehr mit seiner Frau und Tochter aus dem italienischen Exil (Salerno). Der damalige jugoslawische Ministerpräsident Milan Stojadinović war an einer Repatriierung des prominenten Ustascha interessiert, in der Absicht die Annäherung zwischen Kroaten und der Belgrader Regierung zu erleichtern. Budaks Beziehungen zu Pavelić waren zu dieser Zeit aus vielen Gründen getrübt. Er missbilligte die terroristischen Aktivitäten und war erzürnt, dass er nicht in die Attentatspläne gegen Alexander I. eingeweiht worden war. Dies setzte ihn auch in Italien der Gefahr der Verhaftung aus. Weiterhin missbilligte er scharf, dass Pavelić für den Fall der Machtübernahme in Kroatien Mussolini bereits die Abtretung von großen Teilen Dalmatiens versprochen hatte. Budak erklärte sich bereit, Stojadinović bei der Herstellung normaler Beziehungen zwischen Belgrad und Zagreb zu unterstützen. Mit Budak wurden 220 von insgesamt 508 Ustaschen in Italien, die bis dahin in keine strafbaren Handlungen verwickelt waren, aus Italien repariert.
Am 6. Juli 1938 kehrte er in seine Heimat zurück. Budaks Verhandlungen mit dem Führer der Kroatischen Bauernpartei, Vladko Maček verliefen erfolglos und Stojadinović war nicht bereit, mit Budak allein weiter zusammenzuarbeiten. Danach leitete und organisierte er zusammen mit Mladen Lorković u. a., unterstützt von einem Teil der aus dem Exil zurückgekehrten Ustaschen, die weitere Arbeit der Inlands-Ustascha, in der als Spar- und Hilfsgemeinschaft getarnten neuen Gesellschaft Uzdanica (Hoffnung) und der Sonderformation für die akademische Jugend Ustaški sveučilišni stožer (Ustascha Universitäts-Hauptquartier). 1939 gründete er die Wochenzeitung Hrvatski Narod (Kroatisches Volk), welche als publizistisches Organ der Ustascha diente. Die Zeitung veröffentlichte judenfeindliche Artikel und Berichte und wurde ein Jahr später, im März 1940, verboten.
Vom 15. Februar bis zum 12. April 1940 wurde Budak im Zusammenhang mit einem Bombenattentat erneut ohne Prozess inhaftiert. Während seiner Haftzeit kam seine Ehefrau unter ungeklärten Umständen ums Leben.
Über diese Zwischenkriegszeit schrieb Budak später:

„Die 22 Jahre, in denen wir gezwungen waren, in ununterbrochenem Kampf mit Serbien zu leben, haben auf dem Volkskörper in jeder Hinsicht schwere Spuren hinterlassen, besonders auf wirtschaftlichem Gebiet. Zweifellos haben wir, da wir von Belgrad systematisch geplündert wurden, im Verhältnis größere Reparationen als irgendein anderes Volk in Europa gezahlt. Die systematische Plünderung ging so weit, dass sogar Möbeleinrichtungen aus Ämtern von Zagreb nach Belgrad überführt wurden. Das Schlimmste aber war, dass unser Volk all diese Zeit hindurch der korrumpiertesten Verwaltung unterstellt war. Wir haben in diesem Kampfe auf Leben und Tod natürlich auch selbst unsere Leute dazu erzogen, dieses Staatsgebilde auf Schritt und Tritt zu sabotieren.“

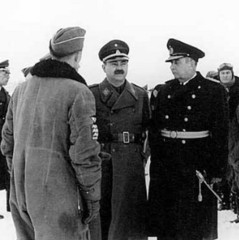
Budak (Mitte) in der Uniform eines Doglavniks im Kriegswinter 1944/45. Rechts neben ihm der kroatische Admiral Đuro Jakčin; links von Budak ein Hauptmann der Kroatischen Luftwaffen-Legion

Nach dem deutschen Überfall auf Jugoslawien und der anschließenden Zerschlagung des jugoslawischen Staates im Jahr 1941 errichtete die Ustascha den Unabhängigen Staat Kroatien (NDH) als Vasallenstaat der Achsenmächte, für den Budak zunächst als Gesandter und bevollmächtigter Minister im Dritten Reich in Berlin amtierte.
Budak zählte zu den führenden Männern der nationalistischen Ustascha-Regierung. Er gehörte als so genannter Doglavnik dem Führungsrat des Ustascha-Hauptquartiers an, der aus höchstens 12 Doglavniks (u. a. Mladen Lorković, Andrija Artuković und Slavko Kvaternik) bestand und dem er vom 12. bis 16. April 1941 vorstand. Budak wurde als Chefpropagandist, in der ersten Ustascha-Regierung zum Minister für Religion und Bildung ernannt. Zu dieser Zeit sprach er sich in einer Rede für die Vertreibung von Serben aus dem NDH Staat aus. Auch verkündete er offen die Absicht der Regierung alle Maßnahmen zu ergreifen den NDH von Serben, Juden sowie Sinti und Roma zu säubern und es zu einem vollständig katholischen Staat zu formen.
Im August 1941 zeichnete Budak als Minister für Religion und Bildung ein Dekret zur kroatischen Sprache mit, durch welches die serbische Sprache und die Verwendung nicht kroatischer Wörter für Geschäfte, Unternehmen oder Organisationen verboten wurde.
1941 intervenierte Budak zugunsten des pro-kommunistischen Schriftstellers Miroslav Krleža, der durch die Gestapo verhaftet worden war, und erreichte nach wenigen Tagen seine Freilassung. Krleža hatte sich nach dem Attentat auf Budak im Jahr 1932 öffentlich für ihn eingesetzt.
Anlässlich seines Antrittsbesuchs als kroatischer Gesandter wurde Mile Budak am 14. Februar 1942 von Adolf Hitler in der Neuen Reichskanzlei zur Übergabe des Beglaubigungsschreibens empfangen. Im Rahmen des Routinetermins unterstrich Hitler gegenüber den aus seiner Sicht notwendigen Kampf gegen die Sowjetunion und seine Entschlossenheit, den im Herbst 1941 in Serbien ausgebrochenen, kommunistischen Aufstand mit brutalsten Mitteln niederzuschlagen. Daneben erinnerten sich beide an ihre gemeinsame österreichische Vergangenheit und Budak schilderte Grauenhaftes aus seiner serbische Kriegsgefangenschaft, in die er im Ersten Weltkrieg als Offizier der Habsburgermonarchie geraten war.
Budak blieb rund ein Jahr auf seinem Posten in Berlin, bevor er Kroatiens Außenminister wurde. In seiner Funktion als Außenminister (23. April bis 5. November 1943) begleitete er am 26. April 1943 mit anderen kroatischen Staatsvertretern Ante Pavelić bei einem offiziellen Staatsbesuch. Auf Schloss Kleßheim bei Salzburg, dem „Gästehaus des Führers“, traf er dabei mit Adolf Hitler zusammen und saß beim Mittagessen an seiner Seite.
Budak vertrat in seinen Ämtern eine kroatisch-nationalistische und antiserbische Position und äußerte beispielsweise am 6. Juni 1941 in Križevci:

„Die Serben sind in unsere Gebiete gekommen, weil sie den türkischen Banden folgten, als Plünderer und Abschaum aus dem Balkan. Wir können nicht zulassen, dass in unserem Nationalstaat zwei Völker regieren. Es gibt nur einen Gott, und es gibt nur ein Volk, das regiert: und das ist das kroatische Volk. Diejenigen, die vor zwei, dreihundert Jahren in unser Vaterland gekommen sind, mögen dorthin zurückgehen, woher sie gekommen sind […] Man muss wissen, dass wir ein Staat mit zweierlei Glauben sind: dem katholischen und dem mohammedanischen.“

Budak galt auch als Ideologe der Ustascha-Bewegung, deren Ziel es war „mit allen Mitteln, ja sogar im bewaffneten Aufstand, Kroatien vom fremden Joche zu befreien, damit es ein selbstständiger und unabhängiger Staat auf seinem ganzen völkischen und geschichtlichen Gebiet wird“ und deren Regierungszeit von zahlreichen Gräueltaten überschattet war.
In dieser Funktion vertrat er vor allem zwei Thesen:

„1. Die Kroaten stellen eine ganz bestimmte ursprüngliche ethnische Einheit dar, sie sind kein Teil eines anderen Volkes, und aus ihnen und anderen Stämmen zusammen lässt sich kein drittes Volk machen. Besonders muss betont werden, dass es niemals in der Vergangenheit ein serbo-kroatisches, kroatisch-serbisches oder jugoslawisches Volk gegeben hat und dass es ein solches natürlich auch heute nicht gibt.“

„2. Die Kroaten gehören zur slawischen Sprachgruppe, aber ihrer Abstammung nach sind sie offensichtlich eine Kreuzung slawischen und gotischen Blutes, und wir Kroaten glauben, dass wir eine sehr gelungene Kreuzung dieser Art sind.“

Bei dem Budak häufig zugeschriebenen Zitat

„Ein Drittel der Serben werden wir töten, ein anderes Drittel deportieren und das letzte Drittel werden wir in die Arme der römisch-katholischen Religion zwingen und sie so zu Kroaten machen“

usw. handelt es sich um serbische Kriegspropaganda. Orthodoxe Geistliche spielten diese angeblichen Äußerungen deutschen Dienststellen zu, sodass sie ohne schriftlichen Nachweis in Dokumente deutscher Herkunft übernommen wurden. Zu diesem und dem weiteren angeblichen Zitat „Srbe na vrbe“ (Hängt die Serben an die Weidenbäume!) sagte Budak:

„Es wird gesagt, ich hätte das erfunden und propagiert. Das ist jedoch eine alte österreichische Parole aus dem Ersten Weltkrieg, und nicht meine! Genauso ist es die Unwahrheit, das ich der Autor bin der Parole: Ein Drittel abschlachten, ein Drittel vertreiben!“

### Schriftstellerische Tätigkeit

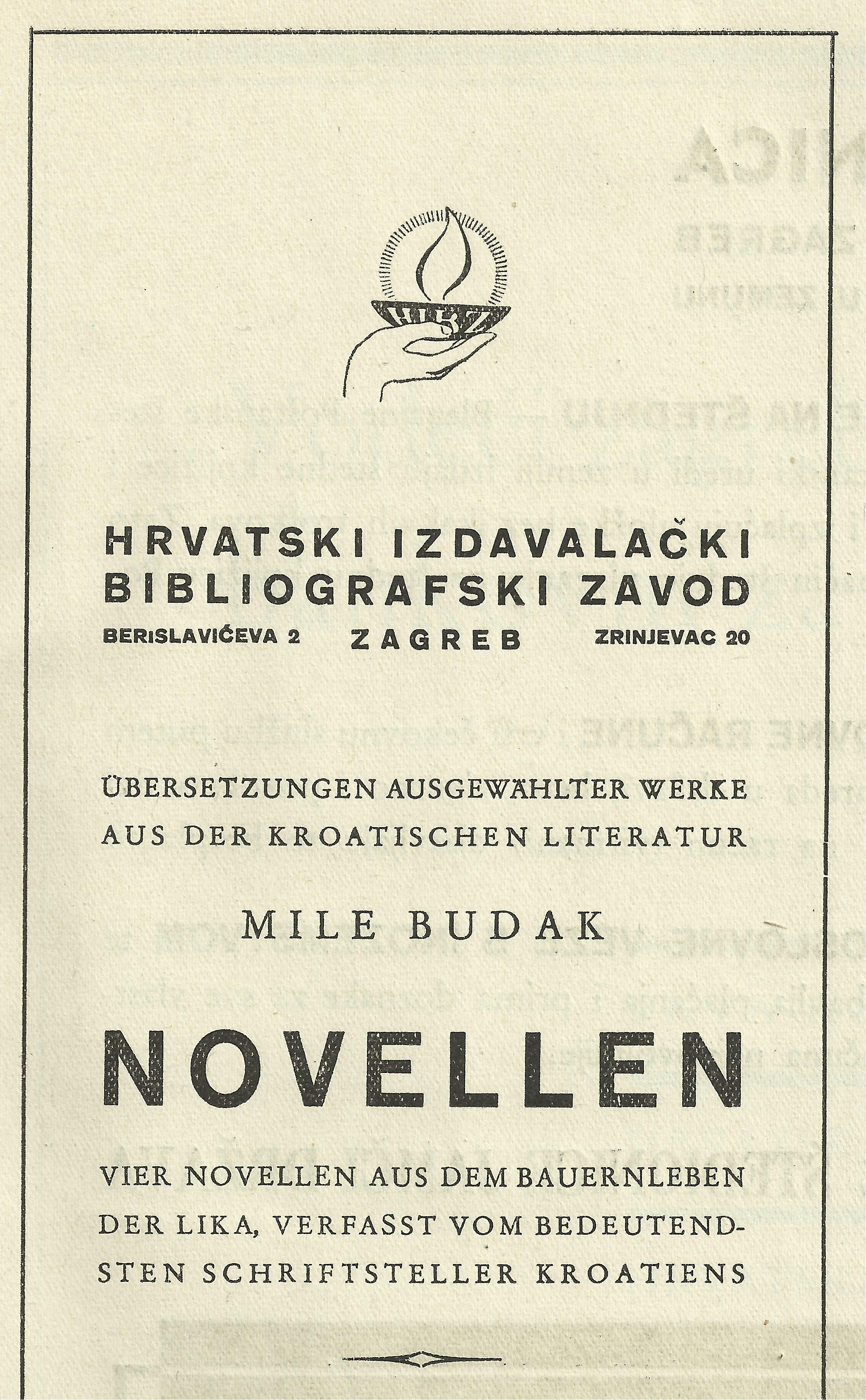
Verlagsanzeige aus dem Jahr 1942

Mile Budak war in der Zeit zwischen den Weltkriegen ein bedeutender kroatischer Erzähler, der Novellen und Romane schrieb und auch publizistisch tätig war. Schauplatz seiner Erzählungen aus dem Bauernleben ist meist seine ländliche Heimat Lika, aber auch die Großstadt Zagreb.
Bereits Ausschussmitglied des wichtigsten kroatischen Kulturvereins Matica hrvatska wurde Budak 1932 auch Verwaltungsratsmitglied des in Zagreb neugegründeten „Vereins der Freunde der burgenländischen Kroaten“ (Društvo prijatelja gradišćanskih Hrvata). Der Verein wurde bereits 1934 von der jugoslawischen Zentralregierung verboten, da die Einheit Jugoslawiens gefördert werden sollte und nicht einzelne Volksgruppen. Auf Budaks Vorschlag hin wurde im August 1941 das Kroatische bibliographische Verlagsinstitut (Hrvatski izdavalački bibliografski zavod, kurz HIBZ), das staatliche Verlagsunternehmen des Unabhängigen Staates Kroatien gegründet. Zusammen mit den kroatischen Schriftstellern Mihovil Kombol, Milan Begović, Dobriša Cesarić, Slavko Kolar, Zvonko Milković und Ivan Goran Kovačić, gehörte Budak seit 1943 der Europäischen Schriftsteller-Vereinigung an.

### Flucht und Tod
Zum Kriegsende flüchtete Budak am 7. Mai 1945 mit seiner Tochter Grozda und einer Gruppe Ministerialbeamter nach Klagenfurt. Am 18. Mai 1945 wurde er von der Britischen Armee gefangen genommen und zusammen mit anderen kroatischen Flüchtlingen den kommunistischen Tito-Partisanen ausgeliefert. Budak wurde am 6. Juni 1945 in Zagreb von einem Militärgericht des II. Korps der Jugoslawischen Volksbefreiungsarmee, zusammen mit neun anderen hochrangigen Vertretern des Unabhängigen Staates Kroatien angeklagt und noch am gleichen Tag als Kriegsverbrecher zum Tode verurteilt. Während des Prozesses beteuerte Budak seine Unschuld. In dem eintägigen Schnellverfahren wurden keine Beweise vorgebracht und keine Zeugen gehört. Die jugoslawische Presse berichtete ausführlich über den Prozess. Am 7. Juni 1945 wurde das Todesurteil im Morgengrauen durch Hängen vollstreckt. Seine Grabstätte ist unbekannt.

### Familie

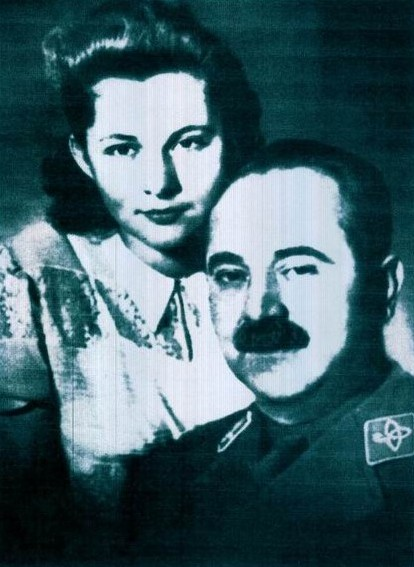
Budak mit seiner Tochter Grozda
(Mai 1945)

Budaks Sohn Zvonko (Zvonimir, geb. 20. Juli 1914) verließ Kroatien nach seinem Abitur im Jahr 1933, um an der Youngstown State University in Ohio Buchhaltung zu studieren. Er wurde US-amerikanischer Staatsbürger und änderte seinen Namen in Frank M. Berger. Auf seinem Grabstein ist auch sein Geburtsname vermerkt, so dass man davon ausgehen kann, dass er die Namensänderung nicht durchführte, um sich von seinem Vater zu distanzieren. Als US-Soldat nahm er am Zweiten Weltkrieg und Koreakrieg teil. Er verstarb 80-jährig am 13. November 1994 in Memphis (Tennessee). Bei seinem Tod hinterließ er seine Ehefrau Carolin E. Berger († 2000), die beiden gemeinsamen Söhne Michael A. Berger und Stephen E. Berger sowie sieben Enkel und einen Urenkel.
Die ältere Tochter Neda (geb. 4. Februar 1921) heiratete den Sohn von Mirko Puk, den Ustascha-Funktionär Krešimir Puk (alias Peter Poock), und wanderte nach dem Zweiten Weltkrieg mit der gemeinsamen Tochter Marijana (geb. 1943) in die USA aus. Sie verstarb 74-jährig am 16. März 1995 im Bundesstaat Iowa bei einem Autounfall.
Die jüngere Tochter Grozda (Grozdana Agata, geb. 17. März 1924) wurde am 25. Mai 1945, wenige Tage nach der Gefangennahme mit ihrem Vater, ohne Gerichtsverfahren hingerichtet und in einem Massengrab verscharrt.

## Nachleben

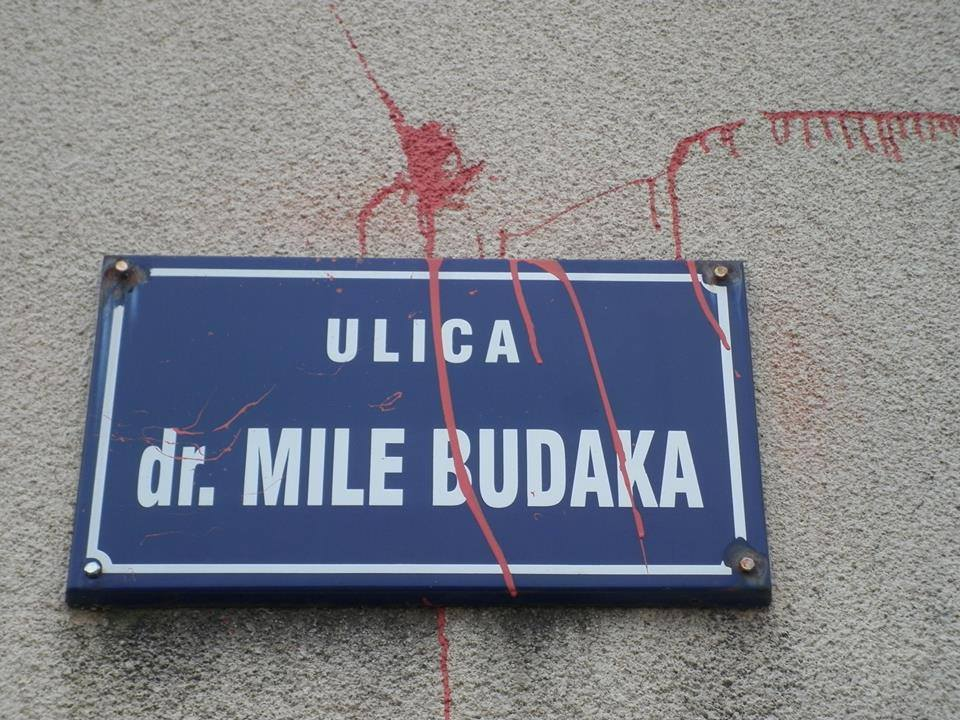
Anschlag auf eine nach Budak benannte Straße in Slavonski Brod (2014).

Auf Grund seiner politischen Tätigkeit ist es bis heute schwierig, Budak als Schriftsteller unvoreingenommen zu würdigen. Zu Lebzeiten war er durchaus anerkannt. Vom Ustascha-Regime wurde er wegen seiner politischen Rolle unangemessen stark als bedeutendster kroatischer Autor der Gegenwart gelobt. Zur Zeit des sozialistischen Jugoslawien nach 1945 wurde er ebenfalls unangemessen als bedeutungsloser Dorfschriftsteller verunglimpft oder überhaupt als Künstler verschwiegen. Von den Kroaten im Ausland wurde Budaks Werk weiter thematisiert und aufgelegt.
Nach dem Auseinanderbrechen Jugoslawiens und der Unabhängigkeit Kroatiens wurde Budak als Erzähler wiederentdeckt und sein Hauptwerk Ognjište (Herdfeuer) von der Matica hrvatska neu aufgelegt. Budak ist allerdings heute noch ideologisch umstritten. Während in den Städten Zagreb, Dubrovnik, Knin, Slavonski Brod, Sisak, Pag, Pakoštane, Mostar und anderen, Straßen nach Budak benannt sind, verweisen andere auf seine Rolle als Ideologe der Ustascha-Bewegung, den man aus diesen Gründen in keiner Weise ehren dürfe. Ein ihm zu Ehren in seinem Geburtsort errichtetes Denkmal, wurde auf Anordnung kroatischer Behörden abgerissen.

## Werke
Budak verfasste insgesamt 121 Werke, die in 213 Publikationen veröffentlicht und in 9 Sprachen u. a. ins Bulgarische, Französische, Deutsche, Slowakische, Spanische und Italienische übersetzt wurden.
Sein bedeutendstes Werk ist der fast 1000-seitige Familien- und Bauernroman Herdfeuer (Originaltitel: Ognjište), in dem die Landschaft sowie das alte Volksleben und die Volkssitten der Lika geschildert werden. In diesem Roman „steigert er das Leben seiner Likabauern zum epischen Sinnbild des menschlichen Kämpfertums auf Erden“.

### Romane und Erzählungen (Erstveröffentlichungen)
- Pod gorom : Ličke priče [Unter dem Berg : Geschichten aus der Lika]. Enthält: Pod gorom, Zmijar, Pravi čovjek, Privor, U snijegu i ledu, Zemljice majko und Grgičine gusle. Matica hrvatska, Zagreb 1930.
- Raspeće : Zapisci jednog malog intelektualca [Die Kreuzigung : Schriften eines kleinen Intellektuellen]. Matica hrvatska, Zagreb 1931.
- Na ponorima [Über Abgründen]. Matica hrvatska, Zagreb 1932.
- Opanci dida Vidurine : Ličke novele [Die Opanken Großvater Vidurinas : Novellen aus der Lika]. Enthält: Naš Gospodin nad Likom, Čiji je Velebit, Bilovića prijatelji, Suvez, Vinota dušča, Jožića tejaci, Dakanov Garov, Jolino oranje, ʼE lʼ vira?! Vuk šeponja und Opanci dida Vidurine. Matica hrvatska, Zagreb 1933.
- Direktor Križanić : Rodoljub i dobrotvor [Direktor Križanić : Patriot und Wohltäter]. Matica hrvatska, Zagreb 1938.
- Ognjište : Roman iz ličkog seljačkog života [Der Herd : Roman aus dem bäuerlichen Leben der Lika]. Band 1–4. Matica hrvatska, Zagreb 1938.
- Na Veliki petak : Pripovijetke [Am Karfreitag : Erzählungen]. Enthält: Gospodin Mirko, Finale, Pravo na život, Adamović d.d. und Na Veliki petak. Matica hrvatska, Zagreb 1939.
- Rascvjetana trešnja : Roman iz suvremenog života [Kirschbaum in Blüte : Roman des modernen Lebens]. Band 1–4. Matica hrvatska, Zagreb 1939.
- Dolarov unuk [Der Enkel des Dollar]. In: Hrvatsko kolo : Književno-naučni zbornik. Band XXI. Redovno izdanje Matica hrvatska, Zagreb 1940, S. 50 ff.
- San o sreći : Stara priča na nova pokoljenja [Der Traum vom Glück : Alte Geschichten um neue Generationen]. Band 1–2. Matica hrvatska, Zagreb 1940.
- Musinka : Posebno poglavlje romana »Ognjište« [Musinka : Separates Kapitel des Romans »Der Herd«]. Matica hrvatska, Zagreb 1941.
- Ratno roblje : Albanski križni put austrougarskih zaroblenih časnika [Kriegsgefangene : Der albanische Kreuzweg gefangener österreichisch-ungarischer Offiziere]. Matica hrvatska, Zagreb 1941.
- Na vulkanima [Auf dem Vulkan]. Band 1–2. Matica hrvatska, Zagreb 1941/42.
- Vučja smrt, i druge pripovijesti [Tod eines Wolfs, und andere Erzählungen]. Enthält: Vučja smrt, Do ʼednom, Kukavica vazda strada, U snjegu i ledu, Moja kokica, Opanci dida Vidurine und Naš Gospodin nad Likom. Jeronimska knjiga, Zagreb 1941.
- Privor. Vučja smrt [Privor. Tod eines Wolfs]. Matica hrvatska, Zagreb 1941.
- Izabrane pripoviesti [Ausgewählte Erzählungen]. Enthält: Opanci dida Vidurine, Čiji je Velebit, Jolino oranje, Na Veliki petak, ʼE lʼ vira?! Vučja smrt, Pod gorom, Adamović d.d. Zmijar, Privor, Zemljice, majko! und Grgičine gusle. Matica hrvatska, Zagreb 1943.
- Kresojića soj : Roman grozd iz ličkog seljačkog života [Der Menschenschlag der Kresojić : Romansammlung aus dem bäuerlichen Leben der Lika]. Band 1: Kresina, Band 2: Gospodin Tome [Herr Tome], Band 3: Hajduk [Der Räuber]. Matica hrvatska, Zagreb 1944/45.

### Romane und Erzählungen in deutscher Übersetzung (Erstveröffentlichungen)
- Wem gehört der Velebit. In: Europäische Revue. Jg. XII, Nr. 2. Deutsche Verlags-Anstalt, Stuttgart/Berlin 1936, S. 122–128 (Originaltitel: Čiji je Velebit. Zagreb 1933.).
- Der dreibeinige Wolf. In: Dr. Franz Hille (Hrsg.): Kroatische und bosnische Novellen. Adolf Luser Verlag, Wien/Leipzig 1940, S. 101–120 (Originaltitel: Vuk šeponja. Zagreb 1933.).
- Fran Galović. In: Deutsche Zeitung in Kroatien. Jg. I, Nr. 17, 1941, S. 9 f.
- Ratno Roblje. In: Neue Ordnung. Jg. I, Nr. 1, 1941, S. 11 f. (Originaltitel: Ratno roblje : Albanski križni put austrougarskih zaroblenih časnika. Zagreb 1941. Fragment).
- Hajdukenrache. In: Novellen. Hrvatski izdavalački bibliografski zavod, Zagreb 1942, S. 5–26 (Originaltitel: ʼE lʼ vira?! Zagreb 1933.).
- Der Schlangenfänger. In: Novellen. Hrvatski izdavalački bibliografski zavod, Zagreb 1942, S. 63–92 (Originaltitel: Zmijar. Zagreb 1930.).
- Grgicas Gusle. In: Novellen. Hrvatski izdavalački bibliografski zavod, Zagreb 1942, S. 27–61 (Originaltitel: Grgićine gusle. Zagreb 1930.).
- Großvater Dujmina. In: Novellen. Hrvatski izdavalački bibliografski zavod, Zagreb 1942, S. 93–160 (Originaltitel: Pod gorom. Zagreb 1930.).
- Im Bunde. In: Josef Bobek (Hrsg.): Die braunen Schuhe und andere kroatische Novellen. Felix Meiner Verlag, Leipzig 1942, S. 90–97 (Originaltitel: Suvez. Zagreb 1933.).
- Wenn das Maß voll ist! In: Stimmen aus dem Südosten : Zeitschrift des Südost-Ausschusses der Deutschen Akademie. Nr. 9/10. Deutsche Kunst- und Verlags-Anstalt, München 1942, S. 141–143 (Originaltitel: Do ʼednom. Zagreb 1941.).
- Herdfeuer. In: Kroatien baut auf : Zweite Jahreslese in Wort und Bild aus der Wochenschrift »Neue Ordnung«. Europa Verlag, Zagreb 1943, S. 42 (Originaltitel: Didovo ognjište. 1921. Gedicht).[49]
- Herdfeuer. Karl H. Bischoff Verlag, Berlin/Wien/Leipzig 1943 (Originaltitel: Ognjište : Roman iz ličkog seljačkog života. Zagreb 1938.).
- Mein Hühnchen. In: Stimmen aus dem Südosten : Zeitschrift des Südost-Ausschusses der Deutschen Akademie. Nr. 1/2. Deutsche Kunst- und Verlags-Anstalt, München 1943, S. 3–8 (Originaltitel: Moja kokica. Zagreb 1941.).
- Unsere liebe Opsenica. In: Kroatien baut auf : Zweite Jahreslese in Wort und Bild aus der Wochenschrift »Neue Ordnung«. Europa Verlag, Zagreb 1943, S. 43–47.
- Am Ende eines treuen Gefährten. In: Neue Ordnung. Jg. IV, Nr. 186. Europa Verlag, Zagreb 1945, S. 9 (Originaltitel: Lesina. Fragment).
- Der Besuch des Obristen. In: Neue Ordnung. Jg. V, Nr. 75. Europa Verlag, Zagreb 1945, S. 5 (Originaltitel: Lesina. Fragment).

### Politische Schriften
- Izdanje Hrvatskoga kola u Sjedinjenim Državama i Kanadi (Hrsg.): Hrvatski narod u borbi za samostalnu i nezavisnu Hrvatsku državu [Das kroatische Volk im Kampf für einen selbstständigen und unabhängigen Staat Kroatien]. o. O. (Youngstown) 1934 (archive.org).
- El pueblo croata en la lucha por su independencia [Das kroatische Volk im Kampf für seine Unabhängigkeit]. Buenos Aires 1936.
- Der unabhängige Staat Kroatien. In: Europäische Revue. Jg. XVIII, Nr. 6. Deutsche Verlags-Anstalt, Stuttgart/Berlin 1942, S. 291–297.

### Bühnenwerke
- Grgićine gusle [Grgicas Gusle]. Theaterstück in zwei Akten. Dramatisierung: Zlatko Milković, 1938.[50]
- Ognjište [Der Herd]. Mysterium in zwei Akten. Dramatisierung: Tito Strozzi u. Vojmil Rabadan, 1938. Vertonung: Antun Dobronić, 1942.[51]

### Autobiografie
- Mile Budak: Sam o sebi [Über sich selbst]. In: Ognjište. Band 4. Matica hrvatska, Zagreb 1939, S. 139–151.

### Zur Person
- Sabina Ferhadbegović: Recht und Gerechtigkeit? : Ahndung von Menschheitsverbrechen in Jugoslawien zwischen Völkerrecht und Partisanenjustiz (1941–1948) (= Horst Carl, Isabelle Deflers, Christian Koller, Kerstin von Lingen [Hrsg.]: Krieg in der Geschichte (KRiG). Band 124). Brill Schöningh, Paderborn 2025, ISBN 978-3-506-79664-6, 3.1 Budak und andere, S. 226–255 (oapen.org [PDF] Zum Prozess gegen Budak).
- Slaven Ravlić, Mladen Švab: BUDAK, Mile. In: Darko Stuparić (Hrsg.): Tko je tko u NDH : Hrvatska 1941.–1945. [Wer ist wer im NDH : Kroatien 1941–1945]. Minerva, Zagreb 1997, S. 53–55 (kroatisch).
- Jere Jareb: Smrti u obitelji književnika Mile Budaka. In: Hrvatska revija. Band 50, Nr. 2–3. Zagreb 2000, S. 677–678.
- Ivo Petrinović: Mile Budak : portret jednog političara [Mile Budak: Portrait eines Politikers]. 2., erw. Auflage. Književni krug, Split 2003, ISBN 953-163-207-3 (kroatisch).
- Tomislav Jonjić, Stjepan Matković: Iz korespondencije dr. Mile Budaka : (1907.-1944.) [Aus den Korrespondenzen des Dr. Mile Budak (1907–1944)]. Hrvatski državni arhiv, 2012, ISBN 978-953-7659-12-7 (kroatisch).

### Zum Werk
- Budak Mile. In: Lexikon der Weltliteratur im 20. Jahrhundert. Band 1. Herder, Freiburg i. Br. 1960, S. 280 f.
- Ivo Frangeš: Geschichte der kroatischen Literatur : Von den Anfängen bis zur Gegenwart. Böhlau Verlag, Wien/Köln/Weimar 1995, ISBN 3-412-08995-8, Literatur zwischen den Kriegen u. BUDAK, MILE, S. 349–357 u. 629 f.
- Zvonko Marić (Hrsg.): Zbornik radova o književniku Mili Budaku [Werksammlung zum Schriftsteller Mile Budak]. Brattia, Split 1998, ISBN 953-6735-00-8 (kroatisch).
- Zvonko Marić (Hrsg.): Zbornik radova o književniku Mili Budaku II. [Werksammlung zum Schriftsteller Mile Budak II.] Brattia, Split 2000, ISBN 953-6735-02-4 (kroatisch).
- Maja Pavelić Runje: O ljudima, o životu u književnom djelu Mile Budaka. Naklada Trpimir, Zagreb 2017 (kroatisch).